# Сольтан-Агмадлу
Сольтан-Агмадлу (перс. سلطان احمدلو) — село в Ірані, у дегестані Рудшур, в Центральному бахші, шахрестані Зарандіє остану Марказі. За даними перепису 2006 року, його населення становило 173 особи, що проживали у складі 48 сімей.

## Клімат
Середня річна температура становить 17,18°C, середня максимальна – 36,34°C, а середня мінімальна – -4,94°C. Середня річна кількість опадів – 226 мм.
| Клімат поселення                              | Клімат поселення | Клімат поселення | Клімат поселення | Клімат поселення | Клімат поселення | Клімат поселення | Клімат поселення | Клімат поселення | Клімат поселення | Клімат поселення | Клімат поселення | Клімат поселення | Клімат поселення |
| Показник                                      | Січ.             | Лют.             | Бер.             | Квіт.            | Трав.            | Черв.            | Лип.             | Серп.            | Вер.             | Жовт.            | Лист.            | Груд.            |                  |
| Середній максимум, °C                         | 11,21            | 13,87            | 18,33            | 25,10            | 30,16            | 35,43            | 36,34            | 35,65            | 31,28            | 24,24            | 17,56            | 11,27            |                  |
| Середня температура, °C                       | 3,12             | 5,79             | 10,24            | 17,01            | 22,09            | 27,35            | 30,38            | 29,69            | 25,31            | 18,27            | 11,60            | 5,32             |                  |
| Середній мінімум, °C                          | −4,94            | −2,3             | 2,16             | 8,94             | 14,01            | 19,26            | 24,41            | 23,72            | 19,33            | 12,31            | 5,64             | −0,64            |                  |
| Норма опадів, мм                              | 34               | 33               | 40               | 26               | 18               | 4                | 1                | 1                | 1                | 15               | 22               | 31               |                  |
| Середньомісячна швидкість вітру, м/с          | 1.49             | 2.18             | 2.61             | 3.11             | 2.90             | 2.83             | 2.93             | 2.80             | 2.36             | 2.14             | 1.92             | 1.68             |                  |
| Середньомісячна сонячна радіація, кДж/м²·день | 9428             | 12174            | 14685            | 18178            | 22243            | 26080            | 25744            | 23540            | 19949            | 14785            | 11025            | 8973             |                  |
| --------------------------------------------- | ---------------- | ---------------- | ---------------- | ---------------- | ---------------- | ---------------- | ---------------- | ---------------- | ---------------- | ---------------- | ---------------- | ---------------- | ---------------- |
| Джерело:                                      |                  |                  |                  |                  |                  |                  |                  |                  |                  |                  |                  |                  |                  |